# Demografía de Carabanchel
Entre 2001 y 2008 se ha producido un notable crecimiento en la población de Carabanchel (Madrid). Este crecimiento se ha visto favorecido por el desarrollo urbanístico del nuevo ensanche del distrito que supondrán una vez finalizado 34.000 vecinos más.

## Tablas
| Fecha    |         |        |        |        |        |        |        |        |
| 1/4/1986 | 240.325 | 28.005 | 35.810 | 38.908 | 49.286 | 34.381 | 25.379 | 28.556 |
| 1/1/1987 | 242.887 | 28.308 | 36.206 | 39.442 | 49.980 | 34.618 | 25.575 | 28.758 |
| 1/1/1988 | 241.208 | 27.952 | 35.971 | 39.009 | 49.876 | 34.589 | 25.418 | 28.393 |
| 1/1/1989 | 240.630 | 27.799 | 35.947 | 38.733 | 50.182 | 34.250 | 25.362 | 28.357 |
| 1/1/1990 | 240.854 | 27.871 | 35.844 | 38.767 | 50.739 | 33.848 | 25.360 | 28.425 |
| 1/3/1991 | 234.220 | 26.802 | 34.032 | 38.387 | 50.495 | 32.068 | 24.818 | 27.618 |
| 1/1/1992 | 234.215 | 26.719 | 33.730 | 38.827 | 50.504 | 32.101 | 24.787 | 27.547 |
| 1/1/1993 | 233.935 | 26.778 | 33.358 | 38.980 | 50.601 | 31.963 | 24.812 | 27.443 |
| 1/1/1994 | 233.297 | 26.671 | 33.157 | 38.997 | 50.464 | 31.858 | 24.890 | 27.260 |
| 1/1/1995 | 230.622 | 26.299 | 32.808 | 38.562 | 49.888 | 31.621 | 24.662 | 26.782 |
| 1/5/1996 | 217.868 | 24.748 | 31.138 | 36.120 | 46.770 | 30.189 | 23.835 | 25.068 |
| 1/1/1998 | 217.298 | 24.446 | 31.042 | 36.678 | 46.395 | 30.242 | 23.810 | 24.685 |
| 1/1/1999 | 215.390 | 24.172 | 30.901 | 36.288 | 45.985 | 30.003 | 23.786 | 24.255 |
| 1/1/2000 | 213.405 | 24.013 | 30.568 | 35.944 | 45.500 | 29.774 | 23.661 | 23.945 |
| 1/1/2001 | 220.198 | 24.613 | 31.506 | 37.300 | 47.032 | 30.996 | 24.169 | 24.582 |
| 1/1/2002 | 226.138 | 24.864 | 32.463 | 38.766 | 47.845 | 32.170 | 24.729 | 25.301 |
| 1/1/2003 | 233.602 | 25.192 | 33.485 | 40.619 | 48.414 | 33.532 | 25.430 | 26.930 |
| 1/1/2004 | 237.093 | 25.273 | 33.888 | 40.192 | 48.802 | 34.454 | 25.716 | 28.768 |
| 1/1/2005 | 239.782 | 24.862 | 33.912 | 40.148 | 48.805 | 34.675 | 27.536 | 29.844 |
| 1/1/2006 | 246.076 | 24.856 | 33.969 | 40.504 | 49.360 | 35.336 | 31.349 | 30.702 |
| 1/1/2007 | 248.350 | 24.117 | 33.486 | 40.122 | 48.499 | 35.350 | 35.919 | 30.857 |
| 1/1/2008 | 253.678 | 24.310 | 33.695 | 40.414 | 48.665 | 35.768 | 39.505 | 31.321 |

FUENTE: Área de Gobierno de Hacienda y Administración Pública. Dirección General de Estadística.
|  |

Evolución de la población de Carabanchel
Desde 1986 la población de Carabanchel ha sido superior a los 200.000 habitantes siendo el año 2000 cuando se registró el mínimo de población: 213.405. El mayor número de habitantes es del año 2008 con 253.678.
En el gráfico de la evolución de Carabanchel observamos dos tendencias:
La primera, de 1989 a 2000, con un descenso en la población. La población de Carabanchel pasó de 240.630 en el año 1989 a 213.405 en el año 2000. El mayor descenso de población se produjo en 1994 y 1995 en que pasó de 233.297 habitantes a 230.622.
En el año 2000 se produjo el cambio de tendencia y la población de Carabanchel volvió a crecer entre otros motivos por la llegada de población inmigrante y el desarrollo del nuevo ensanche del distrito en el barrio de Buenavista (Carabanchel Alto), por lo que Carabanchel Alto es el barrio que más ha crecido desde 2000.
Esta tendencia de descenso de la población entre los años 1986 y 2000 fue debida a varios factores: el primero de ellos que muchos carabanchelero optaron por transladarse a otras poblaciones del sur de Madrid, como Getafe y Leganés, ambas próximas a Carabanchel, que durante esos años construyeron nuevos barrios en los que el precio de la vivienda era más barato que en la capital.
A partir del año 2000 la tendencia a abandonar el barrio para comprar la primera vivienda en otro municipio se interrumpió, ya que los precios de la vivienda entre los municipios del sur y Carabanchel eran muy similares y se compensaban con las mejores comunicaciones entre Carabanchel y el centro. El segundo factor fue el descenso de la natalidad.
El tercer y último factor a considerar serían los niveles de inmigración, que en el Distrito eran en aquellos años prácticamente nulos, de modo que la población inmigrante no pudo sustituir a todos los carabancheleros que abandonaban el barrio.
Desde el año 2000 hasta la actualidad la tendencia de la población ha sido de crecimiento pasando de 220.198 habitantes en 2001 a 253.678 en 2008. Se prevé que la población siga creciendo en el futuro, especialmente en el barrio de la Peseta (localizado al oeste de la ciudad de Madrid, entre los distritos de Latina y Carabanchel, considerándose como una nueva ciudad dentro de Madrid) donde todavía no se ha terminado de construir y en nuevas zonas residenciales de otros terrenos.
|  |

Evolución de la población de Carabanchel por barrios
Los tres barrios más poblados son Vista Alegre, San Isidro y Buenavista (Carabanchel Alto).
Vista Alegre
Vista Alegre siempre ha sido el barrio más poblado de Carabanchel su población nunca ha descendido de 45.000 habitantes.
Los motivos de que Vista Alegre sea el barrio más poblado de Carabanchel entre otros es su buena comunicación con el centro de Madrid y el resto de Carabanchel, este barrio es corrido por la línea 5 en las estaciones de Oporto, Vista Alegre, Carabanchel y Eugenia de Montijo además de numerosas líneas de autobuses. Otro factor que favorece asentarse en Vista Alegre es que es uno de los barrios con mayor calles comerciales Carabanchel como; la Oca, Muñoz Grandes, Lucero, General Ricardos, en estas calles se pueden encontrar todo tipo de comercios por lo que hacen de Vista Alegre un barrio muy cómodo, los vecinos no tienen que transladarse a otros barrios a comprar.
La mayor población de Vista Alegre se alcanzó en 1990 50.739 y la población menor en 1998 con 46.395.
Las previsiones para el barrio de Vista Alegre, es que población no aumentará y posiblemente se mantenga ya que actualmente en este barrio ya no es posible construir más y en el apenas existen viviendas no ocupadas.
San Isidro
El segundo barrio más poblado de Carabanchel es San Isidro con 40.414 habitantes. San Isidro es uno de los barrios más extensos del Distrito de Carabanchel, sin embargo gran parte de este barrio es ocupada por el parque de San Isidro, (lugar donde se celebran las fiestas del patrón de Madrid) y diversos cementerios (San Isidro es el barrio de Carabanchel con más número de cementerios).
El motivo de que existan tantos cementerios en San Isidro es porque antes de que Carabanchel se uniera a Madrid San Isidro eran las fueran de Carabanchel entre Vista Alegre y el Manzanares, lugar donde se encontraba los cementerios de Carabanchel.
El desarrollo urbanístico y el desarrollo de calles como General Ricardos, Antonio Leyva o la Vía Carpetana(antes llamada avenida de las Ánimas, porque pasaba cerca del cementerio), hicieron que estos cementerios quedaran en medio del barrio de San Isidro.
San Isidro es el barrio de Carabanchel más cerca del centro de Madrid.
La mayor población de San Isidro se alcanzó en el 2003 con 40.619 y la menor población en el año 1996 con 36.120.
Las previsiones para el barrio de San Isidro, son que su población se mantenga. Desde el año 2003 su población se mantenido prácticamente igual alrededor a los 40.000 habitantes.
Buenavista (Carabanchel Alto)
En 1986 Carabanchel Alto era el barrio menos poblado del distrito con 25.379, sin embargo en la actualidad es el tercer barrio más poblado con 39.505.
Entre 1999 y 2002 Carabanchel Alto igualó su población a la de los barrios de Abrantes y Comillas. En el año 2003 Abrantes superó de nuevo en número a la población de Carabanchel Alto.
Sin embargo desde el año 2004 la población de Carabanchel Alto no ha parado de crecer de forma exponencial.
En el año 2005 la población del barrio de Carabanchel Alto superó a la población del barrio de Comillas en el 2006 a la de Abrantes, y el año 2007 superó a los barrios de Opañel y Puerta Bonita.
En el 2009 superá a la población del barrio de San Isidro siendo de esta forma Buenavista el segundo barrio más poblado de Carabanchel.
Las expectativas para el futuro son de crecimiento ya que el ensanche del distrito no se ha terminado de construir ni han llegado todos sus nuevos vecinos a él, por lo que es muy posible que este se conviertan en el barrio más poblado de Carabanchel superando al de Vista Alegre.

### Nacionalidades
En Carabanchel hay una gran diversidad cultural, es un crisol de culturas. La población inmigrante representan un 23% de la población (más de 50.000 habitantes), siendo este distrito el que cuenta con mayor población inmigrante de Madrid.
En Carabanchel predomina la población de países Iberoamericanos.
El país con mayor número de inmigrantes es Ecuador unos 13.000. Cabe destacar que los ciudadanos ecuatorianos pudieron votar en el Palacio de Vistalegre en sus últimas elecciones de su país, son un colectivo muy numeroso en Carabanchel y por este motivo es decidió alquilar la plaza de toros para ese evento.
También existen un importante número de rumanos, bolivianos, colombianos, peruanos, chinos y brasileños.
La población africana no es muy numerosa en Carabanchel, destaca la marroquí con unos.2000 personas, sin embargo este colectivo este colectivo no es una de minorías mayoriarias en Carabanchel. La población marroquí es una minoría mayoritaria en distritos como el de Villaverde o el barrio de Lavapies.
La población asiática más importante es la China con unos 2.500 habitantes. Sin embargo, China tampoco es uno de los países con mayor presencia en Carabanchel. En Madrid existe mayor número de chinos en distritos como Usera (calle Dolores Barranco) o Lavapiés.
En Carabanchel es el distrito más cosmopolita de Madrid, en el convive decenas de país en armonía. En el mes de julio se celebra en Carabanchel el mundialito de la inmigración en el que los inmigrantes de todos los países defienden los colores de su selección y se enfrentan en un torneo de fútbol.
| País     | Inmigrantes | Barrio con mayor número | Barrio con menos número |
| Ecuador  | 13.388      | Vista Alegre (2.731)    | Comillas (1.112)        |
| Rumania  | 6.283       | San Isidro (1.031)      | Comillas (534)          |
| Colombia | 5.256       | Vista Alegre (1.091)    | Comillas (509)          |
| Bolivia  | 5.105       | Vista Alegre (1.485)    | Buenavista (295)        |
| Perú     | 3.754       | Vista Alegre (865)      | Comillas (331)          |
| China    | 2.524       | Vista Alegre (690)      | Comillas (211)          |
| Brasil   | 2.210       | Abrantes (578)          | Comillas (120)          |

A pesar de ser el distrito con mayor población inmigrante, en Carabanchel, no se han creado barrio exclusivos o de mayoría inmigrante como ocurre en Usera, en la calle Dolores Barranco (donde predomina la nacionalidad china e incluso han creado el Chinatown de Usera con todo tipo de comercios chinos), o en Lavapiés (población asiática y marroquí).
| Barrio        | Número de inmigrantes |
| Vista Alegre  | 11.435                |
| San Isidro    | 8.782                 |
| Puerta Bonita | 8.570                 |
| Abrantes      | 7.175                 |
| Opañel        | 7.127                 |
| Comillas      | 4.688                 |

| País                 |        |       |       |       |        |       |       |       |
| Extranjeros          | 53.810 | 4.688 | 7.127 | 8.782 | 11.435 | 8.570 | 6.033 | 7.175 |
| Ecuador              | 13.388 | 1.112 | 1.933 | 2.384 | 2.731  | 2.203 | 1.220 | 1.805 |
| Rumania              | 6.283  | 534   | 849   | 1.031 | 1.005  | 1.050 | 1.021 | 793   |
| Bolivia              | 5.105  | 421   | 640   | 885   | 1.485  | 763   | 295   | 616   |
| Colombia             | 5.256  | 509   | 638   | 660   | 1.091  | 772   | 878   | 708   |
| Perú                 | 3.754  | 331   | 491   | 591   | 865    | 515   | 432   | 529   |
| Marruecos            | 2.206  | 124   | 199   | 548   | 423    | 320   | 364   | 228   |
| China                | 2.524  | 211   | 489   | 349   | 690    | 255   | 216   | 314   |
| República Dominicana | 1.362  | 185   | 202   | 147   | 194    | 274   | 159   | 201   |
| Brasil               | 2.210  | 120   | 174   | 255   | 475    | 462   | 146   | 578   |
| Paraguay             | 801    | 123   | 115   | 128   | 157    | 133   | 50    | 95    |
| Resto de Países      | 10.921 | 1.018 | 1.397 | 1.804 | 2.319  | 1.823 | 1.252 | 1.308 |
| No consta            | 27     | 6     | 3     | 7     | 6      | 1     | 3     | 1     |

Nota: 10 países con más residentes inscritos en la Ciudad en 2007

### Pirámide de población
La pirámide de población de Carabanchel es la típica de los países desarrollados:
Escasa población joven, aunque observamos un aumento de nacimientos respecto a años anteriores. Vista Alegre es el barrio con mayor tasa de nacimiento y Buenavista la menor.
La población mayoritaria es la población trabajadora y 24-50. Es este grupo de edad se encuentran también el mayor número de extranjeros.
Otra característica de la población es la alta esperanza de vida, más de 85, siendo más longevas las mujeres que los hombres.
La distritución de hombres y mujeres es muy similar a excepción de las edades más avanzadas que como ya hemos dicho las mujeres tienen mayor esperanza de vida.
La mayor tasa de mortalidad se encuentra en barrio de Comillas 10%, es el barrio más envejecido.
La edad media de la población de Carabanchel es de 39 años
| Características                                |          |        |        |        |        |        |        |        |
| España Españoles                               | 90.880   | 8.602  | 11.815 | 14.313 | 16.607 | 12.466 | 16.009 | 11.068 |
| 0-9                                            | 9.241    | 683    | 1.027  | 1.298  | 1.328  | 1.382  | 2.307  | 1.216  |
| 10-19                                          | 7.397    | 688    | 888    | 1.316  | 1.284  | 1.069  | 1.268  | 884    |
| 20-29                                          | 10.404   | 1.007  | 1.419  | 1.706  | 2.037  | 1.343  | 1.576  | 1.316  |
| 30-39                                          | 16.352   | 1.243  | 1.854  | 2.280  | 2.550  | 2.130  | 4.208  | 2.087  |
| 40-49                                          | 13.811   | 1.291  | 1.882  | 2.241  | 2.307  | 1.998  | 2.434  | 1.658  |
| 50-59                                          | 10.042   | 1.085  | 1.421  | 1.740  | 2.059  | 1.256  | 1.238  | 1.243  |
| 60-69                                          | 9.648    | 979    | 1.264  | 1.485  | 2.147  | 1.303  | 1.418  | 1.052  |
| 70-79                                          | 9.558    | 1.045  | 1.378  | 1.506  | 2.052  | 1.351  | 1.110  | 1.116  |
| 80 y más                                       | 4.424    | 581    | 681    | 741    | 843    | 634    | 449    | 495    |
| España Españolas                               | 1 04.089 | 10.475 | 14.163 | 16.689 | 19.732 | 14.006 | 16.609 | 12.415 |
| 0-9                                            | 8.895    | 661    | 1.037  | 1.284  | 1.326  | 1.231  | 2.196  | 1.160  |
| 10-19                                          | 7.109    | 636    | 882    | 1.306  | 1.281  | 999    | 1.199  | 806    |
| 20-29                                          | 10.297   | 1.013  | 1.390  | 1.723  | 2.018  | 1.289  | 1.710  | 1.154  |
| 30-39                                          | 16.336   | 1.270  | 1.851  | 2.280  | 2.613  | 2.156  | 4.063  | 2.103  |
| 40-49                                          | 14.580   | 1.495  | 2.056  | 2.466  | 2.526  | 2.022  | 2.250  | 1.765  |
| 50-59                                          | 11.910   | 1.293  | 1.800  | 2.009  | 2.562  | 1.457  | 1.427  | 1.362  |
| 60-69                                          | 9.648    | 979    | 1.264  | 1.485  | 2.147  | 1.303  | 1.418  | 1.052  |
| 70-79                                          | 13.654   | 1.637  | 2.075  | 2.198  | 2.812  | 1.918  | 1.391  | 1.623  |
| 80 y más                                       | 8.863    | 1.093  | 1.387  | 1.515  | 1.783  | 1.265  | 753    | 1.067  |
| Colombia Ecuador Bolivia Marruecos Extranjeros | 30.590   | 2.692  | 3.942  | 4.973  | 6.390  | 4.975  | 3.520  | 4.098  |
| 0-9                                            | 2.676    | 222    | 339    | 444    | 536    | 422    | 332    | 381    |
| 10-19                                          | 3.102    | 260    | 412    | 468    | 610    | 471    | 461    | 420    |
| 20-29                                          | 8.676    | 734    | 1.088  | 1.459  | 1.823  | 1.518  | 849    | 1.205  |
| 30-39                                          | 9.423    | 870    | 1.166  | 1.552  | 1.994  | 1.514  | 1.095  | 1.232  |
| 40-49                                          | 4.669    | 418    | 625    | 726    | 984    | 738    | 574    | 604    |
| 50-59                                          | 1.593    | 148    | 247    | 240    | 359    | 249    | 157    | 193    |
| 60-69                                          | 298      | 30     | 45     | 59     | 49     | 43     | 34     | 38     |
| 70-79                                          | 116      | 7      | 17     | 17     | 28     | 17     | 12     | 18     |
| 80 y más                                       | 37       | 3      | 3      | 8      | 7      | 3      | 6      | 7      |
| Colombia Ecuador Bolivia Marruecos Extranjeras | 28.111   | 2.539  | 3.775  | 4.437  | 5.936  | 4.319  | 3.365  | 3.740  |
| 0-9                                            | 2.468    | 218    | 300    | 387    | 545    | 374    | 312    | 332    |
| 10-19                                          | 3.068    | 241    | 397    | 450    | 637    | 480    | 443    | 420    |
| 20-29                                          | 8.250    | 733    | 1.086  | 1.331  | 1.734  | 1.337  | 929    | 1.100  |
| 30-39                                          | 7.577    | 694    | 1.062  | 1.207  | 1.552  | 1.116  | 926    | 1.020  |
| 40-49                                          | 4.220    | 398    | 554    | 668    | 907    | 664    | 482    | 547    |
| 50-59                                          | 1.730    | 164    | 268    | 280    | 382    | 245    | 179    | 212    |
| 60-69                                          | 518      | 6      | 472    | 75     | 117    | 59     | 69     | 62     |
| 70-79                                          | 216      | 1      | 925    | 30     | 50     | 35     | 19     | 38     |
| 80 y más                                       | 64       | 8      | 11     | 9      | 12     | 9      | 6      | 9      |